# Natural England
Natural England, en français Angleterre Naturelle, est un organisme public non ministériel du Royaume-Uni, parrainé par le Département de l'Environnement, de l'Alimentation et des Affaires rurales (Defra). Il est chargé de veiller à ce que l'environnement naturel de l'Angleterre, y compris ses terres, sa flore et sa faune, ses environnements d'eau douce et marins, sa géologie et ses sols, soient protégés et améliorés. Il a également la responsabilité d'aider les gens à profiter de l'environnement naturel, à le comprendre et à y accéder.
Natural England concentre ses activités et ses ressources sur quatre résultats stratégiques :
- un environnement naturel sain ;
- jouissance de l'environnement naturel ;
- utilisation durable de l'environnement naturel ;
- un avenir environnemental sûr.

En tant qu'organisme public non ministériel (NDPB), Natural England est indépendant du gouvernement. Cependant, le secrétaire d'État à l'Environnement, à l'Alimentation et aux Affaires rurales a le pouvoir légal de donner des conseils à Natural England sur diverses questions, une contrainte qui n'a pas été imposée à ses NDPB prédécesseurs.
Ses pouvoirs comprennent la définition de forêts anciennes, l'octroi de subventions, la désignation de zones de beauté naturelle exceptionnelle et de sites d'intérêt scientifique spécial, la gestion de certaines réserves naturelles nationales, la supervision de l'accès aux terres ouvertes et d'autres droits de loisirs, et l'application des réglementations associées. Il est également responsable de l'administration de nombreux programmes et cadres de subventions qui financent le développement et la conservation de l'environnement naturel, par exemple la gérance de l'environnement, le programme d'intendance de la campagne, les zones écologiquement sensibles et le programme d'accès à la nature. Il a été sévèrement critiqué récemment par les lobbyistes de la protection du blaireau pour avoir prétendument ignoré les données scientifiques et accordé des licences prolongées d'abattage de blaireau au DEFRA.
Le dernier plan d'entreprise de Natural England définit ses buts et ses objectifs détaillés Il est responsable de la mise en œuvre de certains accords de service public de Defra (par exemple, inverser le déclin à long terme du nombre d'oiseaux des terres agricoles d'ici 2020 et améliorer l'accès du public à la campagne).
Natural England tire ses services de finances, de ressources humaines et de succession auprès de l'organisation Defra Shared Services. Les services de technologie de l'information sont sous-traités à IBM.

## Histoire
Natural England a été créé le 1er octobre 2006 par la Natural Environment and Rural Communities Act 2006 (en) qui a mis en œuvre les recommandations d'un examen rural du baron Haskins de Skidby. Il a été formé par la fusion de trois organes fondateurs :
- Countryside Agency (en), le paysage, les éléments d'accès et de loisirs ;
- English Nature ;
- Service de Développement Rural (en), les fonctions de gestion environnementale des terres du Département de l'Environnement, de l'Alimentation et des Affaires rurales (Defra).

Il a reçu les pouvoirs des organes fondateurs.
Natural England a rejoint le projet 10:10 (en) en 2009 dans le but de réduire sa propre empreinte carbone. Un an plus tard, ils ont annoncé avoir réduit leurs émissions de carbone (selon les critères de 10:10) de 13% .
En 2008, Martin Doughty (en), président de Natural England, a mis en garde le Premier ministre contre le danger des cultures génétiquement modifiées. Cependant, en 2012, Poul Christensen, CBE, le prochain président de Natural England, a déclaré que le centre de l'Angleterre devrait adopter de nouvelles technologies comme les cultures OGM tant qu'il y aurait des tests et des sauvegardes adéquats.
En tant qu'organisme public, Natural England a été soumis à des gels et à des restrictions salariales à la suite du krach financier de 2008, et devrait également être soumis au gel des salaires de trois ans en 2020. Le personnel de Natural England a maintenant fait l'objet de gels salariaux et d'augmentations salariales de 1%. Le personnel et les syndicats représentant le personnel ont exprimé des préoccupations concernant la durée de ces restrictions salariales et des problèmes tels que l'égalité et la disparité entre les augmentations de salaire des organismes publics.
Ce qui suit est tiré du briefing de recherche du 2 décembre 2020 sur la rémunération des organismes publics.

« En 2010, le gouvernement de coalition a annoncé un gel des salaires de deux ans à partir de 2011-2012. À la suite de coupes dans le financement des collectivités locales, les fonctionnaires locaux ont été soumis à un gel salarial de trois ans.
De 2013-2014 à 2017-2018, les indemnités salariales du secteur public ont plafonné à 1% en moyenne.
Cette politique a été levée en 2017 et de 2018-2019 à 2020-2021, les parties du secteur public couvertes par les PRB ont reçu des augmentations des salaires supérieures à 2%.
Le Congrès des syndicats a critiqué les contraintes qui étaient en place à partir de 2010, arguant qu'elles avaient conduit à une « décennie de perte salariale »

La sévérité des coupes effectuées par le gouvernement conservateur chez Natural England en particulier a été rapportée dans les médias, notamment dans le journal The Guardian.
Il existe également des disparités salariales entre le personnel issu des organes d'origine qui ont été dévolus à Natural England - le service de développement rural, English Nature et l'agence de campagne. À ce sujet, ainsi qu'à propos du gel et de la réduction des salaires sur 10 ans, les syndicats représentant le personnel de Natural England ont menacé de faire grève,.

## Activités

### État de l'environnement naturel
En mai 2008, Natural England a publié un rapport, State of the Natural Environment, qui rassemblait des statistiques et des faits sur l'environnement en Angleterre. Le rapport était destiné à être utilisé par les organisations environnementales comme référence et source pour l'élaboration des politiques. Il complète les rapports sur différents sujets produits par d'autres organisations :
- sur les faits et chiffres environnementaux, par l'Agence de l'environnement (en) ;
- sur les questions de patrimoine, par l’English Heritage ;
- sur l'état des oiseaux au Royaume-Uni, par la Royal Society for the Protection of Birds
- sur l'état des papillons en Grande-Bretagne, par la Butterfly Conservation (en).

### Exercice vert
Natural England a financé huit projets pilotes d'« exercices verts » grâce à des partenariats régionaux locaux. Ces projets ont accru les niveaux d'activité physique et les liens des gens avec leurs espaces verts locaux. Cependant, il n'était pas clair si ces projets avaient vraiment changé les attitudes à long terme des gens.

### Infrastructure verte
Natural England promeut le concept de trame verte comme un moyen de fournir un large éventail d'avantages pour les personnes et l'environnement naturel. Il estime que les trames vertes devraient être mises en place via le système de planification spatiale, en tant que partie intégrante du nouveau développement, partout dans le monde, et constituer également un élément clé des propositions de régénération des zones urbaines.
Natural England travaille avec des partenaires dans les zones de croissance, les points de croissance et les éco-villes proposées pour préparer et mettre en œuvre des stratégies d'infrastructures vertes et démontrer les bonnes pratiques sur le terrain.
Natural England est l'un des partenaires du groupe de pilotage de Neighbourhoods Green (en), une initiative de partenariat d'infrastructure verte qui travaille avec les bailleurs sociaux et les associations de logement pour souligner l'importance et améliorer la qualité globale de la conception et de la gestion des espaces ouverts et verts dans le logement social.

## Contestation juridique
Natural England a été contesté devant la Haute Cour en 2006 par Peter Boggis, un retraité qui a protégé sa maison de l'érosion. Natural England a affirmé qu'en tant que site de la maison de Boggis, à Easton Bavents, au nord de Southwold, sur la côte du Suffolk, était un Site d'intérêt scientifique particulier (SSSI), la protection allait à l'encontre des intérêts de la communauté scientifique. Natural England a perdu la cause en 2009, lorsque le juge Blair, le frère de l'ancien Premier ministre, a jugé que la « situation humaine » de M. Boggis était plus importante que le statut SSSI du site. Natural England a remporté l'appel suivant en octobre 2009.

## Suppression de la licence générale
Le 23 avril 2019, Natural England (NE) a annoncé qu'il révoquait trois permis généraux en Angleterre pour le contrôle de certains oiseaux sauvages à l'aide d'armes à feu. Cette révocation s'est faite sans consultation ni communication. Ces permis couvraient 16 espèces d'oiseaux, dont plusieurs espèces de corneilles, mouettes et pigeons, ainsi que des espèces non indigènes telles que la Bernache du Canada et l'Ibis sacré. Natural England a pris cette décision à la suite d'une contestation judiciaire du groupe environnemental Wild Justice qui mettait en doute la légalité des licences générales. Cela a rendu les agriculteurs temporairement incapables de tuer ces espèces sans demander de licences individuelles,.
Le 26 avril 2019, NE a délivré le premier d'une série de permis de remplacement, couvrant l'abattage des corneilles, et a annoncé son intention de délivrer d'autres permis dans les semaines à venir. Le Defra a délivré d'autres licences pour la majorité des espèces couvertes par les licences générales initiales, à l'exception du Geai des chênes et du Corbeau freux.
À la demande de NE, le secrétaire à l'environnement Michael Gove a repris la responsabilité des licences générales de Natural England le 4 mai 2019.